# GRAPHIC BEAT TOKYO LONDON
『GRAPHIC BEAT TOKYO LONDON』は、PIE BOOKSが発行したグラフィック・デザイナーの作品集。1992年5月22日に刊行された。
アートディレクターはパトリック・グローバー、編集者は青山文子、門多伸市、平田義、ジュンコ・ウオング。
PIE BOOKS（ピエ・ブックス）は、東京都豊島区南大塚に本社を置く日本の出版社ピエ株式会社の通称・ブランド名である。デザイン書・ビジュアル書を中心としている。

## 概要
ロンドンと東京にスポットを当て、デザイナーを29人選抜した。Volume1には15人、Volume2には14人の作品を携載している。グラフィック・デザイナーたちの作品集であるが、音楽に照準を合わせた内容となっている。本の製作進行には、ソニーレコードの加藤靖隆が親見になっている。序文は、ヘレン・リース。坂本龍一が意見を寄せている。

## 特色
- グラフィック・デザイナーの作品集ではあるが、一般作品のみならずARTも積極的に紹介するなどサブカルチャー志向でもある。
- 主に、若者に人気のあるロンドン・東京の、ミュージシャン、タレントなどの作品を、起用している。

## 登録情報
- ハードカバー: 222ページ
- 出版社: ピエブックス (1992/05)
- 言語: 日本語
- ISBN 978-4938586201
- 発売日： 1992年5月
- 梱包サイズ: 30.2 x 23 x 2.4 cm

## 掲載者
Volume1
- マルコム・ギャレット
- コンテンポラリー プロダクション
- デザイナーズ・リパブリック
- ラッセル ミルズ
- 横尾忠則
- ピーター サビル
- 石川繝士
- デビッド クロウ
- 立花ハジメ
- デビッド ジェームス
- Two
- 高橋伸明
- イアン・スウィフト
- サカグチケン
- テリー ジョーンズ

Volume2
- ネビル ブロディ
- ミック板谷
- トレジャー ジャクソン
- ゲイリー ムーアット
- 奧村靭正
- ミー カンパニー
- 駿東宏
- ジェイミー リード
- 加藤靖隆
- オクターボ
- 永石勝
- ナイス
- 吉田康一
- ヴォーン・オリヴァー